# Greg Pratt
Gregory "Greg" Pratt è un personaggio della serie televisiva E.R. - Medici in prima linea, interpretato da Mekhi Phifer.

## Storia del personaggio
Greg inizia a lavorare al County General Hospital come borsista. Viene messo sotto la supervisione del dottor Greene nel suo ultimo giorno di lavoro al County, inizialmente Pratt lo disprezza, entrando in contrasto con lui spesso e volentieri, ma quando viene a sapere del cancro terminale di Mark, si pente e decide di voler imparare molto da lui e diventare un buon medico. Greg non era presente al funerale del dottor Greene, infatti in un episodio della dodicesima stagione viene rivelato che Pratt ha dovuto lavorare quel giorno per sopperire alla mancanza di personale dovuta appunto al funerale. Nonostante la sua competenza in campo medico, Greg riesce spesso ad attirare le antipatie dei suoi colleghi, per il suo carattere arrogante e strafottente.
Greg ha alle spalle un'infanzia difficile, dopo l'abbandono del padre viene cresciuto con molte difficoltà dalla madre e dal fratello maggiore adottivo Leon che diventerà la sua figura paterna dopo la morte della madre. Dopo essersi salvato miracolosamente da una sparatoria, in cui è stato ferito alla testa, Leon ha subito dei danni cerebrali che hanno diminuito notevolmente le sue capacità intellettive, da quel momento tocca a Greg occuparsi del fratello.
Greg Pratt ha avuto numerose tra relazioni ed avventure, senza mai impegnarsi seriamente. Le sue storie più importanti sono quella con la dottoressa Jing-Mei Chen, che avrà una serie di alti e bassi per tutta la sua durata, e Valerie Gallant, la sorella del dottor Michael Gallant.
Durante il proseguimento della serie, Pratt affronta diverse prove che lo faranno notevolmente maturare, diventando, oltre ad un buon medico, anche un uomo migliore. Nel suo percorso di maturazione, un grande contribuito è stata l'esperienza in Darfur, al fianco del dottor John Carter, per Medici Senza Frontiere. Questa maturazione acquisita lo porta a legarsi ad una radiologa del pronto soccorso, Bettina DeJesus. Dopo alcuni mesi di frequentazione la loro storia sembra finire quando a lei viene diagnosticato un tumore. Greg però si rende conto di amarla veramente e di non poter stare senza di lei così, contro la volontà di lei, le si riavvicina e le sta accanto durante la degenza dopo l'operazione che la riporta alla salute.
Quando si libera il posto di capo del pronto soccorso, con la convinzione di essere un buon medico, Greg decide di proporsi come candidato per quel posto. Tutto sembra andare per il meglio: quell'incarico sembra ormai già suo e lui ha già in mano l'anello con cui chiederà a Bettina di sposarlo. Proprio in questo momento che prelude ad una vita felice, Greg rimane coinvolto nell'esplosione di un'ambulanza durante l'ultimo episodio della quattordicesima stagione. Nel primo episodio della quindicesima stagione, dopo instancabili tentativi di salvarlo, morirà lasciando tutti nel dolore. I più addolorati per la perdita sono Bettina, che lo amava moltissimo, e il suo amico Archie Morris, che ha condiviso le sue avventure al Pronto soccorso fin dall'inizio.